# 调查者号海峡
调查者号海峡（英語：Investigator Strait）位于澳大利亚南部，坎加鲁岛与约克半岛之间，西通印度洋，东接圣文森特湾和巴克斯泰斯海峡，长约100公里，宽约50公里。调查者号海峡是南澳大利亚州首府阿德莱德重要的出海通道。
海峡由1802年航行至此的英国探险家马修·福林达斯以其船名命名。